# 杨湖口镇
杨湖口镇，是中华人民共和国河南省周口市鹿邑县下辖的一个乡镇级行政单位。

## 行政区划
杨湖口镇下辖以下地区：
杨湖口社区、刘楼社区、干庄社区、顾庄社区、寇店村、大盛村、苏楼村、大王村、刘桥村、簸箕杨村、宋庄村、苏湾村、郭庙村、大田村、李油坊村、赵楼村、李八桥村、杨虎头村、水牛张村、吴小庙村、荆庄村、田庄村、秦楼村、马屯村、仝楼村、郭集村、大张村、火屯村、油坊张村、史桥村、西刘村、邬庄村、苏各村、梁楼寨村、梁口村、界牌村、陈庄村和新台田村。